# سیارک ۱۶۱۰۴
سیارک ۱۶۱۰۴ (به انگلیسی: 16104 Stesullivan، نامگذاری:1999VT177) شانزده هزار و صد و چهارمین سیارک کشف شده‌است که در ۶ نوامبر ۱۹۹۹ کشف شد.
قدر مطلق سیارک برابر ۱۵.۵ است.